# Lista țărilor și teritoriilor nesuverane nord-americane
Aceasta este o listă de țările și teritoriilor nesuverane nord-americane cu numele lor scurt și oficial în limba română și în limbile naționale, atât varianta scurtă cât și cea oficială, împreună cu drapele, o hartă de localizare, populația, suprafața și capitalele fiecăreia.
America de Nord este un continent cu toată suprafața în emisfera nordică. Are o suprafață de aproximativ 24.230.000 km2  și o populație de peste 547 milioane de locuitori. America de Nord se învecinează cu Oceanul Pacific la vest, cu Oceanul Arctic la nord, cu Oceanul Atlantic la est, cu Marea Caraibelor la sud-est și cu America de Sud la sud.
Sunt incluse în aceasta listă teritoriile Aruba, Bonaire și Curaçao și statul Trinidad-Tobago, care se situează la câțiva kilometri de coasta nordică a Americii de Sud pe platforma continentală sud-americană în Marea Caraibelor și care sunt de aceea din punct de vedere geografic state sud-americane, iar din punct de vedere istoric și cultural sunt considerate state nord-americane. Panama este o țară transcontinentală, frontiera între America de Sud și America de Nord fiind neclar situîndu-se undeva pe istmul Panama, însă Panama este considerat un stat nord-american.

## State suverane
Un stat suveran este un stat cu un teritoriu și o populație asupra căruia statul exercită suveranitate în interesul național.
Conform convenției de la Montevideo din 26 decembrie 1933, un stat trebeuie să aibă o populație permanentă, un teritoriu definit, un guvern și capacitatea de a avea și întreprinde relații cu alte state suverane. Următoarele țări sunt state suverane și membre ale Organizației Națiunilor Unite și membre ale Organizației Statelor Americane.
| Drapel                                   | Hartă de localizare                   | Nume scurt și oficial în limba română                   | Nume scurt și oficial în limbile oficiale                                   | Capitală            | Populație (est. iulie 2012) | Suprafață în km2 |
| ---------------------------------------- | ------------------------------------- | ------------------------------------------------------- | --------------------------------------------------------------------------- | ------------------- | --------------------------- | ---------------- |
| Drapelul Antiguei și Barbudei            | Harta Antiguei și Barbudei            | Antigua și Barbuda                                      | engleză: Antigua and Barbuda — Antigua and Barbuda                          | St. John's          | 89,018                      | 442,6            |
| Drapelul Bahamasului                     | Harta Bahamasului                     | Bahamas Uniunea Bahamas                                 | engleză: Bahamas — Commonwealth of The Bahamas                              | Nassau              | 316,182                     | 13,88            |
| Drapelul Barbadosului                    | Harta Barbadosului                    | Barbados                                                | engleză: Barbados— Barbados                                                 | Bridgetown          | 287,733                     | 430              |
| Drapelul statului Belize                 | Harta statului Belize                 | Belize                                                  | engleză: Belize— Belize                                                     | Belmopan            | 327,719                     | 22,966           |
| Drapelul Costa Ricăi                     | Harta Costa Ricăi                     | Costa Rica Republica Costa Rica                         | spaniolă: Costa Rica— República de Costa Rica                               | San José            | 4.636.348                   | 51,1             |
| Drapelul Cubei                           | Harta Cubei                           | Cuba Republica Cuba                                     | spaniolă: Cuba— República de Cuba                                           | Havana              | 11.075.244                  | 110,86           |
| Drapelul Dominicăi                       | Harta Dominicăi                       | Dominica Uniunea Dominica                               | engleză: Dominica— Commonwealth of Dominica                                 | Roseau              | 73,126                      | 751              |
| Drapelul Republicii Dominicane           | Harta Republicii Dominicane           | Republica Dominicană                                    | spaniolă: República Dominicana— República Dominicana                        | Santo Domingo       | 10.088.598                  | 48,67            |
| Drapelul El Salvadorului                 | Harta El Salvadorului                 | El Salvador Republica El Salvador                       | spaniolă: El Salvador— República de El Salvador                             | San Salvador        | 6.090.646                   | 21,041           |
| Drapelul Grenadei                        | Harta Grenadei                        | Grenada                                                 | engleză: Grenada— Grenada                                                   | Saint George's      | 109,011                     | 344              |
| Drapelul Guatemalei                      | Harta Guatemalei                      | Guatemala Republica Guatemala                           | spaniolă: Guatemala— República de Guatemala                                 | Ciudad de Guatemala | 14.099.032                  | 108,889          |
| Drapelul Canadei                         | Harta Canadei                         | Canada                                                  | engleză: Canada— Canada franceză: Canada— Canada                            | Ottawa              | 34.300.083                  | 9.984.670        |
| Drapelul Haitiului                       | Harta Haitiului                       | Haiti Republica Haiti                                   | franceză: Haïti— République d'Haïti creolă haitiană: Ayiti— Repiblik Ayiti  | Port-au-Prince      | 9.801.664                   | 27,75            |
| Drapelul Hondurasului                    | Harta Hondurasului                    | Honduras Republica Honduras                             | spaniolă: Honduras— República de Honduras                                   | Tegucigalpa         | 8.296.693                   | 112,09           |
| Drapelul Jamaicăi                        | Harta Jamaicăi                        | Jamaica                                                 | engleză: Jamaica— Jamaica                                                   | Kingston            | 2.889.187                   | 10,991           |
| Drapelul Mexicului                       | Harta Mexicului                       | Mexic Statele Unite Mexicane                            | spaniolă: México— Estados Unidos Mexicanos                                  | Ciudad de México    | 114.975.406                 | 1.964.375        |
| Drapelul Nicaraguei                      | Harta Nicaraguei                      | Nicaragua Republica Nicaragua                           | spaniolă: Nicaragua— República de Nicaragua                                 | Managua             | 5.727.707                   | 130,37           |
| Drapelul Republicii Panama               | Harta Republicii Panama               | Panama Republica Panama                                 | spaniolă: Panamá— República de Panamá                                       | Ciudad de Panamá    | 3.510.045                   | 75,42            |
| Drapelul Sfântei Lucia                   | Harta Sfântei Lucia                   | Sfânta Lucia                                            | engleză: Saint Lucia— Saint Lucia                                           | Castries            | 162,178                     | 616              |
| Drapelul Sfântului Cristofor și Nevis    | Harta Sfântului Cristofor și Nevis    | Sfântul Kitts și Nevis Federația Sfântul Kitts și Nevis | engleză: Saint Kitts and Nevis— Federation of Saint Kitts and Nevis         | Basseterre          | 50,726                      | 261              |
| Drapelul Sfântului Vicențiu și Grenadine | Harta Sfântului Vicențiu și Grenadine | Sfântul Vicențiu și Grenadine                           | engleză: Saint Vincent and the Grenadines— Saint Vincent and the Grenadines | Kingstown           | 103,537                     | 389              |
| Drapelul Trinidadului și Tobago          | Harta Trinidadului și Tobago          | Trinidad și Tobago Republica Trinidad și Tobago         | engleză: Trinidad and Tobago— Republic of Trinidad and Tobago               | Port of Spain       | 1.226.383                   | 5,128            |
| Drapelul Statelor Unite ale Americii     | Harta Statelor Unite ale Americii     | Statele Unite Statele Unite ale Americii                | engleză: United States — United States of America                           | Washington, D.C.    | 313.847.465                 | 9.826.675        |

## Teritorii și regiuni nesuverane

### Dependențe
| Drapel                               | Hartă de localizare               | Nume în limba română                                                         | Status                                        | Nume în limbile oficiale                                                                                        | Capitală                               | Populație (est. iulie 2012) | Suprafață în km2 |
| ------------------------------------ | --------------------------------- | ---------------------------------------------------------------------------- | --------------------------------------------- | --- | -------------------------------------- | --------------------------- | ---------------- |
| Drapelul Anguillei                   | Harta Anguillei                   | Anguilla                                                                     | Teritoriu britanic de peste mări              | engleză: Anguilla                                                                                               | The Valley                             | 15,423                      | 91               |
| Drapelul Arubei                      | Harta Arubei                      | Aruba                                                                        | Țară constituentă al Regatului Țărilor de Jos | neerlandeză: Aruba                                                                                              | Oranjestad                             | 107,635                     | 180              |
| Drapelul Bermudei                    | Harta Bermudei                    | Bermuda                                                                      | Teritoriu britanic de peste mări              | engleză: Bermuda — Bermuda Islands                                                                              | Hamilton                               | 69,08                       | 54               |
|                                      | Harta Insulelor Cayman            | Insulele Cayman                                                              | Teritoriu britanic de peste mări              | engleză: Cayman Islands                                                                                         | George Town                            | 52,56                       | 264              |
| Drapelul Curaçao                     | Harta Curaçao                     | Curaçao Statul Curaçao                                                       | Țară constituentă al Regatului Țărilor de Jos | neerlandeză: Curaçao — Land Curaçao papiamento: Kòrsou — Pais Kòrsou                                            | Willemstad                             | 142,18[D]                   | 444              |
| Drapelul Groenlandei                 | Harta Groenlandei                 | Groenlanda                                                                   | Parte a Regatului Danemarcei                  | daneză: Grønland groenlandeză: Kalaallit Nunaat                                                                 | Nuuk                                   | 57,695                      | 2.166.086        |
| Drapelul Montserratului              | Harta Montserratului              | Montserrat                                                                   | Teritoriu britanic de peste mări              | engleză: Montserrat                                                                                             | Plymouth (de jure)[B]Brades (de facto) | 5,164                       | 102              |
| Drapelul Puerto Rico                 | Harta Puerto Rico                 | Puerto Rico Statul liber asociat Puerto Rico                                 | Stat asociat Statelor Unite                   | engleză: Puerto Rico — Commonwealth of Puerto Rico spaniolă: Puerto Rico — Estado Libre Asociado de Puerto Rico | San Juan                               | 3.998.905                   | 13,79            |
| Drapelul Saint Barthélemy            | Harta Saint Barthélemy            | Saint Barthélemy Colectivitatea Saint-Barthélemy                             | Colectivitate de peste mări franceză          | franceză: Saint Barthélemy — Collectivité de Saint-Barthélemy                                                   | Gustavia                               | 7,332                       | 21               |
| Drapelul Saint Martin                | Harta Saint Martin                | Saint Martin Colectivitatea Saint -Martin                                    | Colectivitate de peste mări franceză          | franceză: Saint-Martin — Collectivité de Saint-Martin                                                           | Marigot                                | 30,959                      | 54,4             |
| Drapelul Saint Pierre și Miquelon    | Harta Saint Pierre și Miquelon    | Saint Pierre și Miquelon Colectivitatea Teritorială Saint-Pierre și Miquelon | Colectivitate de peste mări franceză          | franceză: Saint Pierre et Miquelon — Collectivité territoriale de Saint-Pierre-et-Miquelon                      | Saint-Pierre                           | 5,831                       | 242              |
| Drapelul Sint Maarten                | Harta Sint Maarten                | Sint Maarten                                                                 | Țară constituentă al Regatului Țărilor de Jos | neerlandeză: Sint Maarten                                                                                       | Philipsburg                            | 37,429[D]                   | 34               |
| Drapelul Insulelor Turks și Caicos   | Harta Insulelor Turks și Caicos   | Insulele Turks și Caicos                                                     | Teritoriu britanic de peste mări              | engleză: Turks and Caicos Islands                                                                               | Cockburn Town                          | 46,335                      | 948              |
| Drapelul Insulelor Virgine Americane | Harta Insulelor Virgine Americane | Insulele Virgine Americane                                                   | Teritoriu neincorporat al Statelor Unite      | engleză: United States Virgin Islands                                                                           | Charlotte Amalie                       | 109,574                     | 1,91             |
| Drapelul Insulelor Virgine Britanice | Harta Insulelor Virgine Britanice | Insulele Virgine Britanice                                                   | Teritoriu britanic de peste mări              | engleză: British Virgin Islands                                                                                 | Road Town                              | 31,148                      | 151              |

### Teritorii externe
| Drapel                  | Hartă de localizare                         | Nume în limba română                 | Status                            | Nume în limbile oficiale                                                                      | Capitală       | Populație (rec. 2008) | Suprafață în km2 |
| ----------------------- | ------------------------------------------- | ------------------------------------ | --------------------------------- | --------------------------------------------------------------------------------------------- | -------------- | --------------------- | ---------------- |
| Drapelul Bonaire        | Harta Bonaire                               | Bonaire                              | Comună specială olandeză          | neerlandeză: Bonaire papiamento: Boneiru                                                      | Kralendijk     | 15.666                | 294              |
| Drapelul Guadelupei     | Harta Guadelupei                            | Guadelupa                            | Departament de peste mări francez | franceză: Guadeloupe                                                                          | Basse-Terre    | 401.784               | 1.628,4          |
| Drapelul Martinicăi     | Harta Martinicăi                            | Martinica                            | Departament de peste mări francez | franceză: Martinique                                                                          | Fort-de-France | 397.693               | 1.128,0          |
| Drapelul Sabei          | Harta Sabei                                 | Saba                                 | Comună specială olandeză          | neerlandeză: Saba engleză: Saba                                                               | The Bottom     | 1.824                 | 13               |
|                         | Harta de San Andrés și Providencia          | San Andrés și Providencia            | Departament columbian             | spaniolă: Archipiélago de San Andrés, Providencia y Santa Catalina — San Andrés y Providencia | San Andrés     |                       | 52               |
| Drapelul Sint Eustatius | Harta Sint Eustatius                        | Sint Eustatius                       | Comună specială olandeză          | neerlandeză: Sint Eustatius engleză: Sint Eustatius                                           | Oranjestad     | 3.643                 | 21               |
|                         | Harta Dependențelor federale ale Venezuelei | Dependențele federale ale Venezuelei | Teritoriu special venezuelan      | spaniolă: Dependencias Federales de Venezuela                                                 | Los Roques     |                       | 342              |